# TVR Griffith
O Griffith é um roadster da TVR.
1. ↑  Naccari, Fernando (12 de setembro de 2017). «TVR Griffith tem até câmbio manual». Naccar. Consultado em 28 de novembro de 2024